# Волощук Михайло (поет)
Волощук Михайло (12 січня 1934, Негостина) — український поет, художник, композитор. Член Спілки письменників Румунії.

## Біографія
Народився 12 січня 1934 р. в с. Негостина Сучавського повіту (Румунія). Закінчив музичний та хореографічний відділення Сучавського ліцею. Живе і працює в рідному селі. Друкується у збірнику «Обрії», газеті «Новий вік».

## Творчий доробок
Автор поетичних збірок «Крок у безкінечність» (1985), «З руїн і попелу».